# Hippolyt Wirth
Karl Theodor Hippolyt Hugo Wirth (* 6. November 1821 in München; † 2. Oktober 1878 in Karlsruhe) war ein preußischer Generalmajor.

## Leben

### Herkunft und Familie
Hippolyt Wirth war ein Sohn des bayerischen Rittmeisters a. D. Johann Hugo Wirth († 1832) und der Karoline, geborene Freiin von Lotzbeck (1796–1835). Er blieb zeitlebens unvermählt.

### Militärkarriere
Wirth besuchte das Lehranstaltinstitut in Stetten, bevor er 1829 als Karabinier ins badische Leib-Dragoner-Regiment eintrat. Er avancierte 1839 zum Gefreiten, 1840 zum Korporal, 1841 zum Portepeefähnrich und zum Sekondeleutnant, sowie 1847 zum Oberleutnant. 1849 stand er beim Reiterdepot Nr. 3 und wechselte 1850 zunächst zum 2. Reiterregiment, dann wieder zum 1. Reiterregiment. Ebenfalls 1850 wurde er Regimentsadjutant. Er stieg 1854 zum Rittmeister im 3. Dragoner-Regiment auf. 1858 kehrte er zum 1. (Leib-)Dragoner-Regiment zurück. Mit seiner Beförderung zum Major wechselte er erneut ins 2. Dragoner-Regiment „Markgraf Maximilian“ und wurde mit seinem Aufstieg zum Oberstleutnant 1866 Kommandeur dieses Regiments. Er nahm am Feldzug gegen Preußen teil und avancierte 1869 zum Oberst. Im Deutsch-Französischen-Krieg nahm er an der Belagerung von Straßburg und den Schlachten um Belfort und an der Lisaine teil. Für seinen Einsatz an der Lisaine wurde er mit dem Eisernen Kreuz II. Klasse ausgezeichnet. 1871 wurde er als Kommandant von Karlsruhe in den Verband der preußischen Armee übernommen und unter Belassung seiner Stellung wenig später à la suite des Dragoner-Regiment Nr. 21 gestellt. Seine Beförderung zum Generalmajor erfolgte 1874 und im Jahr 1877 wurde ihm der Rote Adlerorden II. Klasse mit Eichenlaub verliehen.